# Тарасовка (Лопатинский сельский совет)
Тарасовка (укр. Тарасівка) — село на Украине, находится в Оратовском районе Винницкой области.
Код КОАТУУ — 0523184103. Население по переписи 2001 года составляет 104 человека. Почтовый индекс — 22633. Телефонный код — 4330.
Занимает площадь 0,353 км².

## Адрес местного совета
22632, Винницкая область, Оратовский р-н, с. Лопатинка, ул. Первомайская, 30